# Mac Pro
De Mac Pro is een serie van workstations en servers ontwikkeld door Apple. De eerste generatie van de Mac Pro-serie kwam op de markt in 2006. Deze Mac Pro beëindigde de Power Mac en kan gezien worden als de opvolger van de Power Mac G5. Deze introductie beëindigde het gebruik van de PowerPC-processor door gebruik te maken van Intel Xeon-processoren.
De tweede generatie verscheen in december 2013 en had een opvallend cilindervormig design. De derde generatie werd aangekondigd tijdens de WWDC 2019 en kwam beschikbaar op 10 december 2019.

## Modellen

### Eerste generatie
De eerste generatie Mac Pro werd voorgesteld tijdens de WWDC in 2006 en diende als opvolger van de verouderde Power Mac G5 met PowerPC-processor. De Mac Pro kwam op de markt op 7 augustus 2006 en kreeg in opvolgende jaren enkele hardware-updates, met onder meer nieuwe Xeon-processors, meer werkgeheugen, een verbeterde grafische processor en meer opslagruimte.

### Tweede generatie
Deze Mac Pro beschikt over een Intel Xeon quad-core CPU met een kloksnelheid van 3,7 GHz en RAM-geheugen van 12 GB. De Mac Pro is uitgerust met twee AMD FirePro D300 videokaarten die een geheugen hebben van 2 GB. Overigens was deze ook te bestellen met twee videokaarten van 3 GB. Het heeft een schijf van 256 GB met PCIe-flashopslag. Vanwege het opvallende cilindervormig ontwerp kreeg dit model de bijnaam prullenmand.

### Derde generatie
De derde generatie Mac Pro werd getoond tijdens de WWDC 2019 en is sinds 10 december 2019 beschikbaar. Het ontwerp van deze Mac Pro heeft ten opzichte van zijn voorganger weer een ontwerp gekregen zoals de eerste versie. Vanwege het uiterlijk met grote ventilatiegaten kreeg dit model ook wel de bijnaam kaasrasp.

### Vierde generatie
De vierde generatie Mac Pro werd op 5 juni 2023 aangekondigd en maakt gebruik van de Apple M2 Ultra-processor. Deze Mac Pro heeft dezelfde behuizing als de vorige generatie, maar beschikt over een nieuw ontworpen Apple silicon moederbord met zes interne PCIe 4.0-slots. De interne SSD kan geüpgraded worden, maar de GPU en het geheugen niet.